# Operatie Penguin
Operatie Penguin was de codenaam voor een Britse commando-aanval in Noorwegen tijdens de Tweede Wereldoorlog.

## Geschiedenis
In het voorjaar van 1941, toen de Duitsers het grootste deel van het Europese vasteland overheersten, trachtten de Britten middels enkele commando-aanvallen, met name in Noorwegen, het moreel hoog te houden en daarbij enkele belangrijke punten van de Duitsers uit te schakelen. Tijdens Penguin werden aanvallen uitgevoerd op kolenmijnen, kracht- en elektriciteitscentrales, een aluminiumfabriek en ijzererts-installaties. De aanvallen verliepen succesvol.